# Casa de la Vall
Casa de la Vall v Andorra la Vella, doslovně přeloženo jako Dům (v) údolí, je nevelká budova ze 16. století, sídlo Generální rady - andorrského parlamentu, Consell General de les Valls a soudu.

## Historie

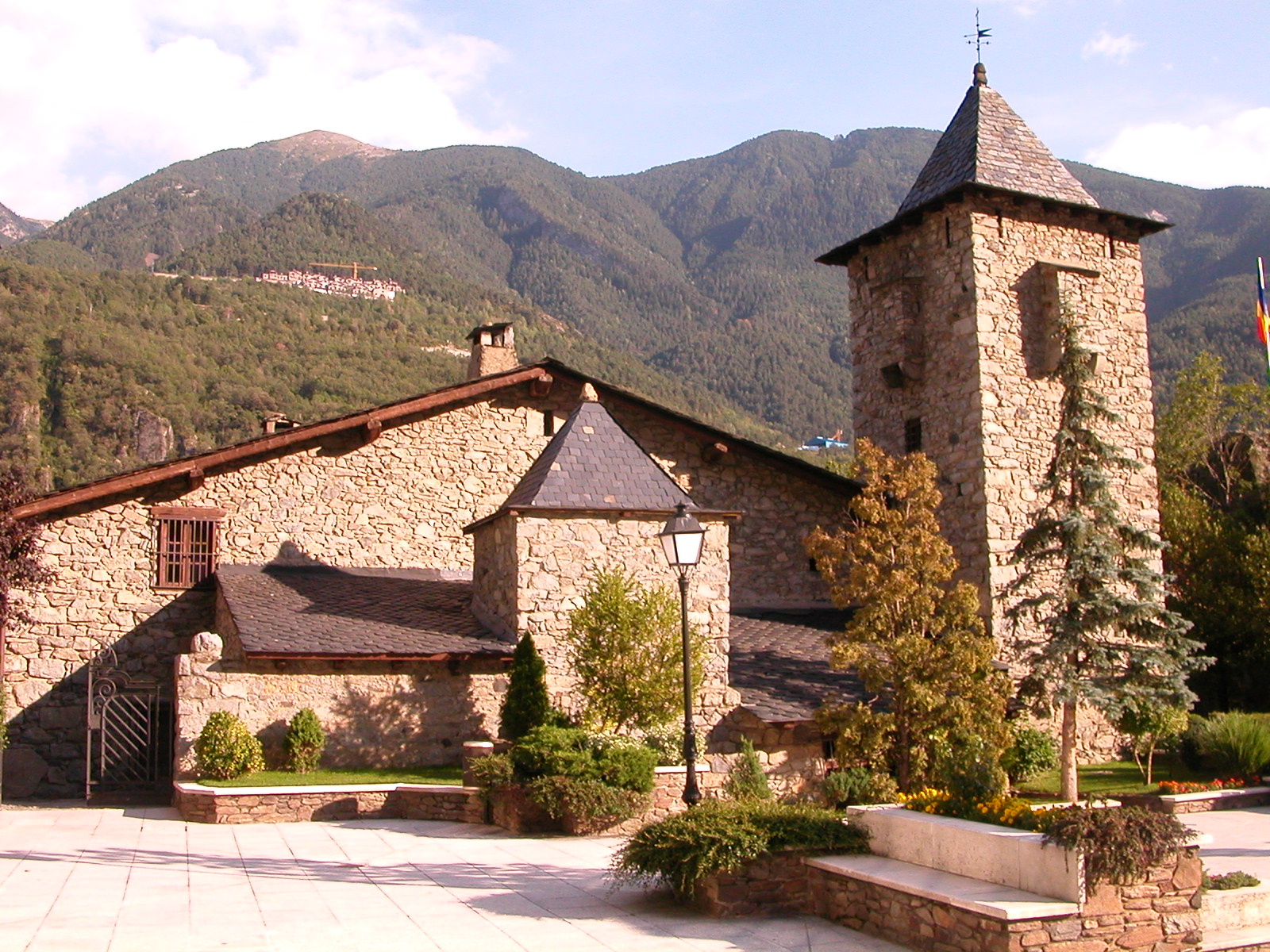
Casa de la Vall

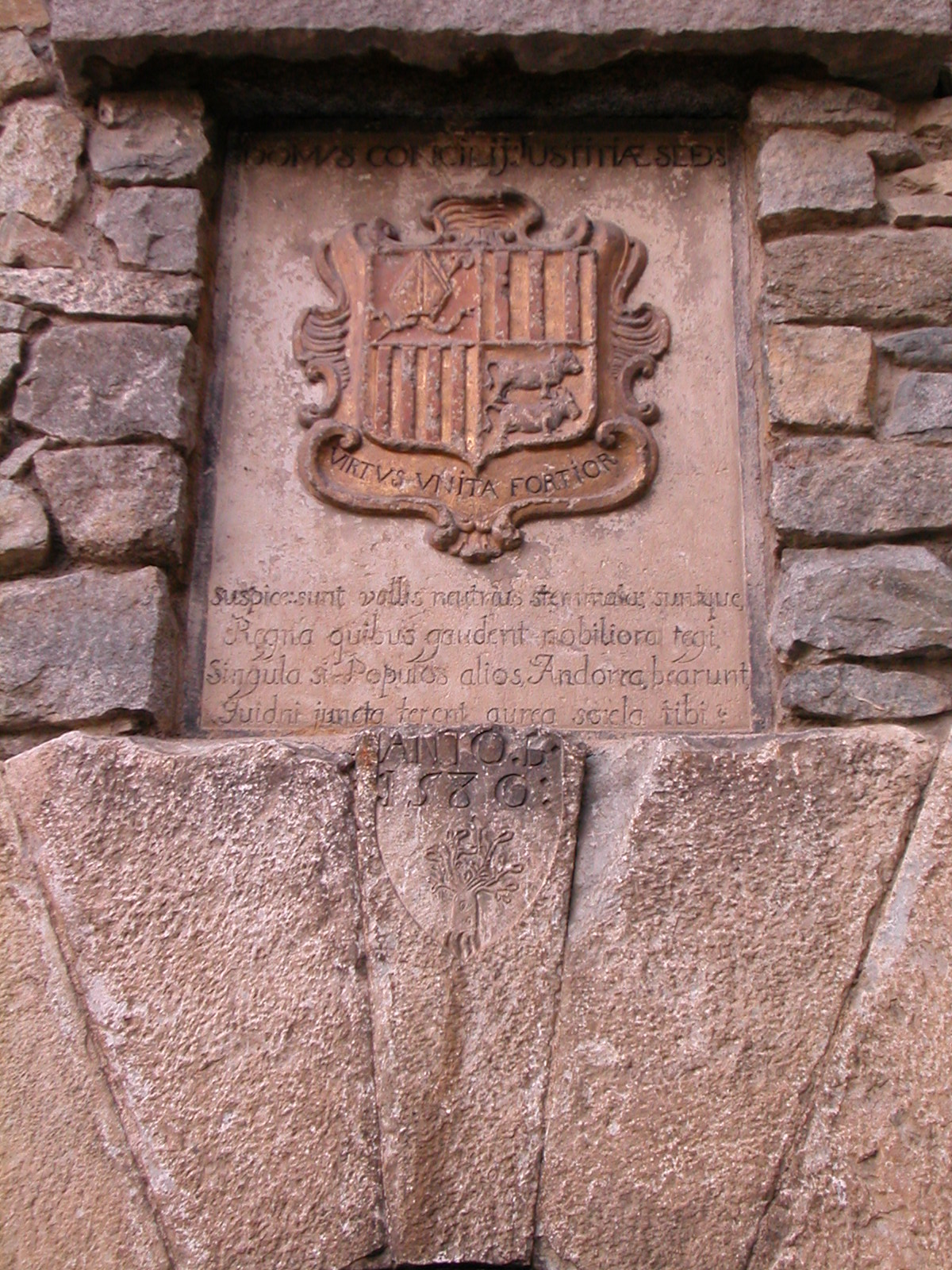
Andorrský znak nad vstupem

Nízká dvoupatrová budova z neomítnutého kamene s hranolovou obrannou věží byla postavena roku 1580, původně jako patricijský dům rodiny Busquets. Roku 1702 ji zakoupila zemská rada (Consell de la Terra), předchůdce generální rady (Consell General).
Ve dvou nárožích jsou vestavěné malé věžičky, které sloužily jako holubníky. V zahradě před budovou je socha Tanec od Francesca Viladomata. Na prostranství na severní straně budovy je pomník nezávislosti Andorry a přijetí ústavy od Emiliho Armengola z roku 1993.
V přízemí budovy se nachází soudní správa s odvolacím a porotním soudem. V prvním patře je zasedací místnost Generální rady, kaple Sant Ermengol a skříň sedmi klíčů, která slouží jako archiv historických dokumentů Andorrského knížectví, jako je Manual Digest a Politar Andorrà a musí být uzamčena klíči zástupců všech sedmi andorrských farností.
Ve druhém patře domu je také starobylá kuchyně, neboť konšelé v minulosti nesměli dům opustit do té doby, než bylo jednání dokončena a rozhodnuto.
Nad vstupem do hlavní brány je umístěn kamenný erb rodu Busquets a státní znak Andorry.
Casa de la Vall se od roku 2014 objevuje na jednoeurové minci Andorry.